# Michael Arroyo
Michael Antonio Arroyo Mina, (Guaiaquil, 23 de abril de 1987) também conhecido como Miky Arroyo é um ex-futebolista equatoriano que atuava como meia.

## Títulos
Deportivo Quito
- Campeonato Equatoriano: 2009

Club de Fútbol América
- Liga dos Campeões da CONCACAF:2014/15, 2015/16
- Primera División de México de 2014-15 - Apertura

Grêmio
- Copa Libertadores: 2017